# Кленсі Браун
Кленсі Браун (англ. Clancy Brown; 5 січня 1959) — американський кіно- й телеактор, також актор озвучування. Найбільш відомий завдяки ролям у фільмах «Горець» (1986), «Вогонь на ураження» (1988), «Втеча з Шоушенка» (1994), «Зоряний десант» (1997), серіалі «Карнавал» (2003-05), а також мультсеріалі «Губка Боб Квадратні Штани», де озвучив містера Крабса.
Крім того відомий роллю Хенка Андерсона у відеогрі «Detroit: Become Human» і озвучуванням Доктора Нео Кортекса в серії ігор «Crash Bandicoot». 

## Біографія
Кленсі Браун народився 5 січня 1959 року в місті Урбана, штат Огайо.
Його батько, Кларенс Дж. "Бад" Браун молодший (1927–2022), був видавцем газети та допомагав керувати видавничою компанією «Brown Publishing Company», сімейним газетним бізнесом, який розпочав дід Кленсі. З 1965 по 1983 рік Бад Браун також обіймав посаду конгресмена у складі республіканської партії в палаті представників від 7-го округу Огайо.
Кленсі закінчив школу «St. Albans School» у Вашингтоні. Після школи вступив до Північно-Західного університету і закінчив його зі ступенем бакалавра ораторського мистецтва.

## Кар'єра
Акторську кар'єру Кленсі розпочав у 1980-ті роки на театральній сцені Чикаго. На великому екрані вперше з'явився у фільмі «Погані хлопці» (1983).

## Особисте життя
Браун одружений з Джейні Джонсон з 1993 року. У них двоє дітей: син і донька.

## Фільмографія

### Фільми
| Рік  |     | Українська назва                              | Оригінальна назва                                          | Роль                     |
| ---- | --- | --------------------------------------------- | ---------------------------------------------------------- | ------------------------ |
| 1983 | ф   | Погані хлопці                                 | Bad Boys                                                   | Лофгрен                  |
| 1984 | ф   | Пригоди Бакару Банзая у 8-му вимірі           | The Adventures of Buckaroo Banzai Across the 8th Dimension | Rawhide                  |
| 1985 | ф   |                                               | Thunder Alley                                              | Візл                     |
| 1985 | ф   | Наречена                                      | The Bride                                                  | Віктор                   |
| 1986 | ф   | Горець                                        | Highlander                                                 | Віктор Крюгер / Курган   |
| 1987 | ф   | Всі запобіжні заходи                          | Extreme Prejudice                                          | Ларрі МакРоуз            |
| 1988 | ф   | Вогонь на ураження                            | Shoot to Kill                                              | Стів                     |
| 1988 | ф   | Місячна хода                                  | Moonwalker                                                 | офіцер поліції           |
| 1990 | ф   | Блакитна сталь                                | Blue Steel                                                 | Нік Манн                 |
| 1990 | ф   |                                               | Waiting for the Light                                      | Джо                      |
| 1991 | ф   |                                               | Ambition                                                   | Альберт Меррік           |
| 1991 | тф  | Зачарувати на смерть                          | Cast a Deadly Spell                                        | Гаррі Бордон             |
| 1991 | ф   | Після опівночі                                | Past Midnight                                              | Стів Ланді               |
| 1992 | ф   | Кладовище домашніх тварин 2                   | Pet Sematary Two                                           | шериф Гас Гілберт        |
| 1993 | тф  | Засуджений до смерті                          | Last Light                                                 | Лайонел Макманніс        |
| 1994 | ф   | Втеча з Шоушенка                              | The Shawshank Redemption                                   | капітан Хадлі            |
| 1995 | ф   | Мрець іде                                     | Dead Man Walking                                           | солдат                   |
| 1995 | мф  |                                               | Gargoyles the Movie: The Heroes Awaken                     | Хаккон (голос)           |
| 1996 | ф   | Жіночі перверсії                              | Female Perversions                                         | Джон                     |
| 1997 | ф   | Зоряний десант                                | Starship Troopers                                          | сержант Зім              |
| 1997 | ф   | Флаббер                                       | Flubber                                                    | Сміт                     |
| 1998 | ф   | Книга джунглів: Історія Мауглі                | The Jungle Book: Mowgli's Story                            | Акела (голос)            |
| 1999 | тф  | Вендетта                                      | Vendetta                                                   | Девід Геннессі           |
| 1999 | ф   | Ураган                                        | The Hurricane                                              | лейтенант Джиммі Вільямс |
| 2000 | мф  | Русалонька 2: Повернення до моря              | The Little Mermaid II: Return to the Sea                   | Громила (голос)          |
| 2000 | ф   |                                               | Chump Change                                               | The Man                  |
| 2002 | тф  | Проект Ларамі                                 | The Laramie Project                                        | Роб                      |
| 2004 | мф  | Губка Боб Квадратні Штани                     | The SpongeBob SquarePants Movie                            | Містер Крабс (голос)     |
| 2005 | мф  | Помпоко                                       | Pom Poko                                                   | Гонта (англ. дубляж)     |
| 2006 | ф   | Рятівник                                      | The Guardian                                               | капітан Вільям Гедлі     |
| 2007 | ф   | Слідопит                                      | Pathfinder                                                 | Гуннар                   |
| 2009 | ф   | Інформатор                                    | The Informant                                              | Обрі Деніел              |
| 2010 | ф   | Кошмар на вулиці В'язів                       | A Nightmare on Elm Street                                  | Алан Сміт                |
| 2011 | ф   | Ковбої проти прибульців                       | Cowboys & Aliens                                           | Мічем                    |
| 2011 | ф   | Зелений ліхтар                                | Green Lantern                                              | Параллакс (голос)        |
| 2012 | ф   | У фіналі Джон помре                           | John Dies at the End                                       | доктор Альберт Марконі   |
| 2012 | ф   | За будь-яку ціну                              | At Any Price                                               | Джим Джонсон             |
| 2012 | ф   | Мисливці за демонами                          | Hellbenders                                                | Ангус                    |
| 2013 | ф   | Останній рубіж                                | Homefront                                                  | шериф Кіт Родріго        |
| 2014 | ф   | Гра на висоті                                 | When the Game Stands Tall                                  | Міккі Раян               |
| 2014 | ф   | 99 будинків                                   | 99 Homes                                                   | містер Фрімен            |
| 2015 | мф  | Губка Боб: Життя на суші                      | The SpongeBob Movie: Sponge Out of Water                   | Містер Крабс (голос)     |
| 2016 | ф   | Аве, Цезар!                                   | Hail, Caesar!                                              | Гракх                    |
| 2016 | ф   | Warcraft                                      | Warcraft                                                   | Чорнорук (голос)         |
| 2017 | ф   | Тор: Раґнарок                                 | Thor: Ragnarok                                             | Суртур (голос)           |
| 2017 | ф   |                                               | Stronger                                                   | Джефф Бауман-старший     |
| 2017 | ф   |                                               | Chappaquiddick                                             | Роберт Мак-Намара        |
| 2018 | ф   | Балада Бастера Скраггса                       | The Ballad of Buster Scruggs                               | Гарлі Джо                |
| 2019 | ф   |                                               | The Mortuary Collection                                    | Монтгомері Дарк          |
| 2019 | мф  | Губка Боб: День народження                    | SpongeBob's Big Birthday Blowout                           | Містер Крабс (голос)     |
| 2019 | ф   | Леді та Блудько                               | Lady and the Tramp                                         | Айзек (голос)            |
| 2020 | док |                                               | In Search of Darkness: Part II                             | у ролі самого себе       |
| 2020 | ф   | Перспективна дівчина                          | Promising Young Woman                                      | Стенлі Томас             |
| 2020 | мф  | Губка Боб: Втеча Губки                        | The SpongeBob Movie: Sponge on the Run                     | Містер Крабс (голос)     |
| 2021 | ф   | Волдо                                         | Last Looks                                                 | Великий Джим Купі        |
| 2022 | док |                                               | In Search of Tomorrow                                      | у ролі самого себе       |
| 2023 | ф   | Джон Уік 4                                    | John Wick: Chapter 4                                       | Провісник                |
| 2023 | ф   | Чистильник басейнів                           | Poolman                                                    | Теодор Голландез         |
| 2023 | ф   | Дурні гроші                                   | Dumb Money                                                 | Стів                     |
| 2024 | мф  | Сенді Щікс: Порятунок Бікіні Боттом           | Saving Bikini Bottom: The Sandy Cheeks Movie               | Містер Крабс (голос)     |
| 2024 | ф   |                                               | Audrey's Children                                          | доктор Еверетт Куп       |
| 2025 | мф  | Планктон: Фільм                               | Plankton: The Movie                                        | Містер Крабс (голос)     |
| 2025 | ф   | Шкодую за тобою                               | Regretting You                                             | Хенк Адамс               |
| 2025 | мф  | Губка Боб у кіно: У пошуках Квадратних Штанів | The SpongeBob Movie: Search for SquarePants                | Містер Крабс (голос)     |

### Серіали
| Рік       |   | Українська назва         | Оригінальна назва     | Роль                                           |
| --------- | - | ------------------------ | --------------------- | ---------------------------------------------- |
| 1983      | с |                          | The Dukes of Hazzard  | Келлі (Епізод: "Too Many Roscos")              |
| 1990      | с |                          | China Beach           | Джої (Епізод: "Strange Brew")                  |
| 1991      | с |                          | Love, Lies and Murder | Девід Браун (2 серії)                          |
| 1993      | с | Байки зі склепу          | Tales from the Crypt  | Роджер (Епізод: "Half-Way Horrible")           |
| 1994—1995 | с | Земля 2                  | Earth 2               | Джон Данцигер (21 серія)                       |
| 1995      | с | За межею можливого       | The Outer Limits      | сержант Лінден Стайлз (Епізод: "Afterlife")    |
| 1997—1998 | с | Швидка допомога          | ER                    | доктор Елліс Вест (7 серій)                    |
| 2000      | с | Практика                 | The Practice          | окружний прокурор Фокс (2 серії)               |
| 2002      | с |                          | Breaking News         | Пітер Козик (13 серій)                         |
| 2002      | с | Зоряний шлях: Ентерпрайз | Star Trek: Enterprise | Зобрал (Епізод: "Desert Crossing")             |
| 2003—2005 | с | Карнавал                 | Carnivàle             | Джастін Кроу (24 серії)                        |
| 2006      | с | Загублені                | Lost                  | Кельвін Ілман (2 серії)                        |
| 2007      | с |                          | The Riches            | Руді Блу (Епізод: "X Spots the Mark")          |
| 2008      | с | Закон і порядок          | Law & Order           | шериф Джон Буркарт (Епізод: "Knock Off")       |
| 2010      | с |                          | The Deep End          | Гарт Стерлінг (10 серій)                       |
| 2010      | с | Противага                | Leverage              | Г'ю Вітман (Епізод: "The Gone Fishin' Job")    |
| 2010      | с | Медіум                   | Medium                | Роб (Епізод: "Where Were You When...?")        |
| 2011      | с |                          | Aim High              | Борис Клопов (5 серій)                         |
| 2013—2016 | с | Сонна лощина             | Sleepy Hollow         | шериф Август Корбін (6 серій)                  |
| 2014—2015 | с | Флеш                     | The Flash             | генерал Вейд Веллінг (4 серії)                 |
| 2015—2016 | с | Поліція Чикаго           | Chicago P.D.          | Едді (3 серії)                                 |
| 2016      | с | Шибайголова              | Daredevil             | полковник Рей Шоновер (2 серії)                |
| 2017      | с | Каратель                 | The Punisher          | майор Рей Шоновер (Епізод: "Kandahar")         |
| 2018—2019 | с | Ґолдберги                | The Goldbergs         | містер Кросбі (4 серії)                        |
| 2018—2019 | с | Мільярди                 | Billions              | Вейлон "Джок" Джефкоат (16 серій)              |
| 2019      | с |                          | Schooled              | містер Кросбі (5 серій)                        |
| 2019—2020 | с |                          | Emergence             | Ед Сойєр (13 серій)                            |
| 2019      | с | Корона                   | The Crown             | Ліндон Джонсон (Епізод: "Margaretology")       |
| 2019      | с | Мандалорець              | The Mandalorian       | Барг (Епізод: "Частина 6: В'язень")            |
| 2021      | с | Дзвінки                  | Calls                 | генерал Вільсон (2 серії)                      |
| 2021—2022 | с | Декстер: Нова кров       | Dexter: New Blood     | Курт Колдвелл (8 серій)                        |
| 2023      | с | Асока                    | Ahsoka                | Райдер Азаді (Епізод: "Master and Apprentice") |
| 2023      | с | Покоління V              | Gen V                 | Річард «Річ Брінк» Брінкергоф (2 серії)        |
| 2024      | с | Пінгвін                  | The Penguin           | Сальваторе Мароні (5 серій)                    |
| 2024      | с | Постоялець з космосу     | Resident Alien        | Мантід (Епізод: "Homecoming")                  |

### Мультсеріали
| Рік       |    | Українська назва                    | Оригінальна назва                      | Роль                                                                   |
| --------- | -- | ----------------------------------- | -------------------------------------- | ---------------------------------------------------------------------- |
| 1994      | мс | Русалонька                          | The Little Mermaid                     | лідер восьминогів (Епізод: "Heroes")                                   |
| 1994—1996 | мс | Гаргульї                            | Gargoyles                              | Хаккон / Вовк / Томаш Брод (12 серій)                                  |
| 1996      | мс | Смертельна Битва: Захисники Імперії | Mortal Kombat: Defenders of the Realm  | Райден (13 серій)                                                      |
| 1996      | мс | Неймовірний Халк                    | The Incredible Hulk                    | Sasquatch (Епізод: "Man to Man, Beast to Beast")                       |
| 1996—1997 | мс | Могутні каченята                    | The Mighty Ducks                       | Siege (23 серії)                                                       |
| 1996—2000 | мс | Супермен                            | Superman: The Animated Series          | Лекс Лютор (19 серій)                                                  |
| 1997      | мс | Легенда про Каламіті Джейн          | The Legend of Calamity Jane            | «Дикий Білл» Хікок (13 серій)                                          |
| 1997      | мс | Екстремальні мисливці за привидами  | Extreme Ghostbusters                   | Темпус (Епізод: "Ghost Apocalyptic Future")                            |
| 1997      | мс | Гей, Арнольде!                      | Hey Arnold!                            | Поркпай (Епізод: "Freeze Frame")                                       |
| 1997—1998 | мс | Нові пригоди Зорро                  | The New Adventures of Zorro            | додаткові ролі (26 серій)                                              |
| 1998      | мс | Геркулес                            | Hercules                               | Блотокс (Епізод: "Hercules and the Techno Greeks")                     |
| 1999      | мс | Король Лев: Тімон і Пумба           | Timon & Pumbaa                         | злий чоловік (Епізод: "Boo Hoo Bouquet")                               |
| 1999      | мс | Злюки бобри                         | The Angry Beavers                      | Гаррінгтон (Епізод: "In Search of Big Byoo-Tox")                       |
| 1999—2001 | мс |                                     | Big Guy and Rusty the Boy Robot        | Legion Ex Machina (26 серій)                                           |
| 1999—2024 | мс | Губка Боб Квадратні Штани           | SpongeBob SquarePants                  | містер Крабс (275 серій)                                               |
| 2000      | мс | Бетмен майбутнього                  | Batman Beyond                          | Бігелоу (Епізод: "Betrayal")                                           |
| 2000—2005 | мс | Пригоди Джекі Чана                  | Jackie Chan Adventures                 | Капітан Блек / Ратс / Суперлось (67 серій)                             |
| 2001—2003 | мс | Ліга Справедливості                 | Justice League                         | Лекс Лютор (8 серій)                                                   |
| 2002      | мс | Суперкрихітки                       | The Powerpuff Girls                    | Маскумакс (Епізод: "Members Only")                                     |
| 2002      | мс | Самурай Джек                        | Samurai Jack                           | дракон (Епізод: "Jack and the Farting Dragon")                         |
| 2003      | мс | Людина-павук                        | Spider-Man: The New Animated Series    | Реймонд (Епізод: "Sword of Shikata")                                   |
| 2003      | мс | Підлітки-Титани                     | Teen Titans                            | Тризуб (Епізод: "Deep Six")                                            |
| 2004      | мс | Дак Доджерс                         | Duck Dodgers                           | Арчдюк Зеґ (Епізод: "Pig Planet")                                      |
| 2004—2006 | мс | Ліга Справедливості: Без обмежень   | Justice League Unlimited               | Лекс Лютор (13 серій)                                                  |
| 2004—2006 | мс | Непереможна команда супермавпочок   | Super Robot Monkey Team Hyperforce Go! | Отто (52 серії)                                                        |
| 2004—2007 | мс | Бетмен                              | The Batman                             | Містер Фріз / Бейн / Лекс Лютор (6 серій)                              |
| 2005      | мс | Неймовірне життя Джуніпер Лі        | The Life and Times of Juniper Lee      | Лекс Лютор / Нестор (Епізод: "Monster Con")                            |
| 2005—2006 | мс | A.T.O.M.                            | A.T.O.M.                               | Александр Пейн (12 серій)                                              |
| 2005—2007 | мс | Кім Всеможу                         | Kim Possible                           | Командор Кейн / Йоно-руйнівник (2 серії)                               |
| 2006      | мс | Аватар: Останній захисник           | Avatar: The Last Airbender             | Лонг Фен / Боско (5 серій)                                             |
| 2007      | мс | Бен 10                              | Ben 10                                 | Кенко (Епізод: "Game Over")                                            |
| 2007—2021 | мс | Американський тато!                 | American Dad!                          | різні персонажі (4 серії)                                              |
| 2008—2009 | мс | Росомаха та Люди Ікс                | Wolverine and the X-Men                | Містер Сіністер (3 серії)                                              |
| 2008—2009 | мс | Неймовірна Людина-павук             | The Spectacular Spider-Man             | Носоріг / Джордж Стейсі / Окс (16 серій)                               |
| 2009      | мс | Фінеас і Ферб                       | Phineas and Ferb                       | різні персонажі (5 серій)                                              |
| 2010      | мс | Бетмен: Відважний і сміливий        | Batman: The Brave And The Bold         | Пер Дегатон / Рохтул (2 серії)                                         |
| 2010      | мс | Час пригод                          | Adventure Time                         | оповідач / Демонічний кіт / Злий хлопець, Підземелля (2 серії)         |
| 2010—2011 | мс | Пінгвіни Мадагаскару                | The Penguins of Madagascar             | Бак Рокгут (3 серії)                                                   |
| 2010—2012 | мс | Месники: Могутні герої Землі        | The Avengers: Earth's Mightiest Heroes | Одін (3 серії)                                                         |
| 2011      | мс | Громові коти                        | ThunderCats                            | Грун (6 серій)                                                         |
| 2011—2013 | мс | Трансформери: Прайм                 | Transformers: Prime                    | Сайлас (8 серій)                                                       |
| 2011—2013 | мс | Зоряні війни: Війни клонів          | Star Wars: The Clone Wars              | Savage Opress (8 серій)                                                |
| 2012      | мс | Молода Ліга справедливості          | Young Justice                          | Кінг Фарадей (Епізод: "Performance")                                   |
| 2012      | мс | Зелений Ліхтар                      | Green Lantern: The Animated Series     | Генерал Зарток (2 серії)                                               |
| 2012      | мс | Легенда про Корру                   | The Legend of Korra                    | Яконе (2 серії)                                                        |
| 2012—2017 | мс | Людина-павук. Щоденник супергероя   | Ultimate Spider-Man                    | Таскмастер / Червоний Халк / Бен Паркер / Фантомний вершник (11 серій) |
| 2012—2013 | мс | Скубі-Ду: Корпорація «Загадка»      | Scooby-Doo! Mystery Incorporated       | Гебедія Грім / Нібіру (3 серії)                                        |
| 2012—2017 | мс | Черепашки Ніндзя                    | Teenage Mutant Ninja Turtles           | Рахзар (30 серій)                                                      |
| 2013      | мс | Вондер Тут і Там                    | Young Justice                          | Бедланс Ден (Епізод: "The Bad Guy/The Troll")                          |
| 2013      | мс | Панда Кунг-Фу: Легенди крутості     | Kung Fu Panda: Legends of Awesomeness  | Пей Мей (Епізод: "Five is Enough")                                     |
| 2013—2015 | мс | Софія Прекрасна                     | Sofia the First                        | Констебль Майлз (3 серії)                                              |
| 2013—2015 | мс | Халк і агенти S.M.A.S.H.            | Hulk and the Agents of S.M.A.S.H.      | Червоний Халк / Уату / Хогун (52 серії)                                |
| 2014      | мс | Арчер                               | Archer                                 | Рікі (Епізод: "Archer Vice: Baby Shower")                              |
| 2014—2019 | мс | Месники, загальний збір             | Avengers Assemble                      | Червоний Халк / Уату / Таскмасетр (10 серій)                           |
| 2015—2018 | мс | Зоряні війни: Повстанці             | Star Wars Rebels                       | Райдер Азаді (12 серій)                                                |
| 2016      | мс | Пригоди кота у чоботях              | The Adventures of Puss in Boots        | Bloodwolf (Епізод: "Bloodwolfr")                                       |
| 2016—2018 | мс | Брати Вентура                       | The Venture Bros.                      | Червона Смерть (4 серії)                                               |
| 2016—2019 | мс | Закон Майла Мерфі                   | Milo Murphy's Law                      | Хав'єр / містер Блант (2 серії)                                        |
| 2017      | мс | Рік та Морті                        | Rick and Morty                         | Різотто Групон (Епізод: "The Whirly Dirly Conspiracy")                 |
| 2017—2020 | мс | Заплутані пригоди Рапунцель         | Rapunzel's Tangled Adventure           | король Фредерік (24 серії)                                             |
| 2020      | мс | Качині історії                      | DuckTales                              | Франкенштейн (Епізод: "Frankenstein")                                  |
| 2020      | мс | Рік та Морті                        | Rick and Morty                         | мстивий пасажир потягу (Епізод: "Never Ricking Morty")                 |
| 2020      | мс | Дивовижний світ Міккі Мауса         | The Wonderful World of Mickey Mouse    | Big Bad Wolf (Епізод: "The Big Good Wolf")                             |
| 2021—...  | мс | Табір «Корал»: Юнні роки Губка Боба | Kamp Koral: SpongeBob's Under Years    | містер Крабс                                                           |
| 2021—2024 | мс | Невразливий                         | Invincible                             | Деміен Даркблад (7 серій)                                              |
| 2021—2024 | мс | Шоу Патріка Стара                   | The Patrick Star Show                  | містер Крабс (7 серій)                                                 |
| 2021—2023 | мс | А що як...?                         | What If...?                            | Суртур (3 серії)                                                       |
| 2022—2023 | мс | Нетутешні                           | Solar Opposites                        | Кромус (2 серії)                                                       |
| 2022      | мс | Зоряні війни: Сказання про джедаїв  | Tales of the Jedi                      | Шостий брат (Епізод: "Resolve")                                        |
| 2022—2023 | мс | Трансформери: Земна Іскра           | Transformers: Earthspark               | Квінтус Прайм (7 серій)                                                |

### Відеоігри
| Рік  |    | Українська назва                                  | Оригінальна назва                                 | Роль                                            |
| ---- | -- | ------------------------------------------------- | ------------------------------------------------- | ----------------------------------------------- |
| 1997 | вг |                                                   | Lands of Lore: Guardians of Destiny               | Драракл / Дракоїд / Великий Імп                 |
| 1997 | вг | Crash Bandicoot 2: Cortex Strikes Back            | Crash Bandicoot 2: Cortex Strikes Back            | Доктор Нео Кортекс                              |
| 1997 | вг | Fallout                                           | Fallout                                           | Ромбус                                          |
| 1998 | вг | Crash Bandicoot: Warped                           | Crash Bandicoot: Warped                           | Доктор Нео Кортекс / Ука-Ука                    |
| 1998 | вг | Spyro the Dragon                                  | Spyro the Dragon                                  | різні ролі                                      |
| 1999 | вг | Crash Team Racing                                 | Crash Team Racing                                 | Доктор Нео Кортекс / Ука-Ука                    |
| 2000 | вг | Crash Bash                                        | Crash Bash                                        | Доктор Нео Кортекс / Ука-Ука                    |
| 2001 | вг | Crash Bandicoot: The Wrath of Cortex              | Crash Bandicoot: The Wrath of Cortex              | Доктор Нео Кортекс / Ука-Ука                    |
| 2002 | вг | Run Like Hell                                     | Run Like Hell                                     | Даг'рек                                         |
| 2002 | вг | SpongeBob SquarePants: Employee of the Month      | SpongeBob SquarePants: Employee of the Month      | Містер Крабс                                    |
| 2002 | вг | Superman: Shadow of Apokolips                     | Superman: Shadow of Apokolips                     | Лекс Лютор                                      |
| 2002 | вг | Star Wars: Bounty Hunter                          | Star Wars: Bounty Hunter                          | Монтрос                                         |
| 2002 | вг | Minority Report: Everybody Runs                   | Minority Report: Everybody Runs                   | Джон Андертон                                   |
| 2003 | вг | Crash Nitro Kart                                  | Crash Nitro Kart                                  | Доктор Нео Кортекс / Ука-Ука                    |
| 2003 | вг | Jak II                                            | Jak II                                            | Барон Праксіс                                   |
| 2004 | вг | Jak 3                                             | Jak 3                                             | Барон Праксіс                                   |
| 2004 | вг | The SpongeBob SquarePants Movie                   | The SpongeBob SquarePants Movie                   | Містер Крабс                                    |
| 2005 | вг | SpongeBob SquarePants: Lights, Camera, Pants!     | SpongeBob SquarePants: Lights, Camera, Pants!     | Містер Крабс                                    |
| 2006 | вг | Saints Row                                        | Saints Row                                        | Олдермен Річард Хьюз                            |
| 2007 | вг | Avatar: The Last Airbender – The Burning Earth    | Avatar: The Last Airbender – The Burning Earth    | Лонг Фенг                                       |
| 2010 | вг | God of War III                                    | God of War III                                    | Аїд                                             |
| 2012 | вг | Call of Duty: Black Ops II                        | Call of Duty: Black Ops II                        | солдат ударної групи                            |
| 2012 | вг | PlayStation All-Stars Battle Royale               | PlayStation All-Stars Battle Royale               | Барон Праксіс                                   |
| 2013 | вг | SpongeBob SquarePants: Plankton's Robotic Revenge | SpongeBob SquarePants: Plankton's Robotic Revenge | Містер Крабс                                    |
| 2014 | вг | Lichdom: Battlemage                               | Lichdom: Battlemage                               | Рот                                             |
| 2014 | вг | Lego Batman 3: Beyond Gotham                      | Lego Batman 3: Beyond Gotham                      | Лекс Лютор                                      |
| 2014 | вг | Teenage Mutant Ninja Turtles: Danger of the Ooze  | Teenage Mutant Ninja Turtles: Danger of the Ooze  | Rahzer                                          |
| 2015 | вг | SpongeBob HeroPants                               | SpongeBob HeroPants                               | Містер Крабс                                    |
| 2017 | вг | Mass Effect: Andromeda                            | Mass Effect: Andromeda                            | Алек Райдер                                     |
| 2018 | вг | Detroit: Become Human                             | Detroit: Become Human                             | лейтенант Хенк Андерсон (також захоплення руху) |
| 2018 | вг | Lego DC Super-Villains                            | Lego DC Super-Villains                            | Лекс Лютор                                      |
| 2023 | вг | SpongeBob SquarePants: The Cosmic Shake           | SpongeBob SquarePants: The Cosmic Shake           | Містер Крабс                                    |
| 2023 | вг | Nickelodeon All-Star Brawl 2                      | Nickelodeon All-Star Brawl 2                      | Містер Крабс                                    |
| 2024 | вг | Funko Fusion                                      | Funko Fusion                                      | Едді Функо                                      |